# Agonopterix astrantiae
Agonopterix astrantiae — вид метеликів родини плоских молей (Depressariidae).

## Поширення
Вид поширений на більшій частині Європи. Присутній у фауні України.

## Опис
Розмах крил 19-22 мм.

## Спосіб життя
Імаго літають у травні. Личинки харчуються листям підлісника європейського (Sanicula europaea) та астранції великої (Astrantia major). Живуть у складеному листі, яким живляться.